# خولیان کالرو
خولیان کالرو (انگلیسی: Julián Calero؛ زادهٔ ۲۶ اکتبر ۱۹۷۰) بازیکن فوتبال اهل اسپانیا است.
از باشگاه‌هایی که در آن بازی کرده‌است می‌توان به باشگاه فوتبال فوئنلابرادا اشاره کرد.